# Jacques Thibaud
Jacques Thibaud va ser un violinista francès, nascut a Bordeus el 27 de setembre de 1880 i mort en l'accident aeri del Mont Cimet, prop de Barcelonnette, als Alps francesos, l'1 de setembre de 1953.

## Biografia
Primer va estudiar violí amb el seu pare a Bordeus abans d'entrar, als tretze anys, al Conservatori de París on va rebre classes de Martin Pierre Marsick al costat de Georges Enesco. El 1896 va guanyar, amb Pierre Monteux, el primer premi de violí.
Va començar com a violinista habitual, sota la direcció d'Édouard Colonne en particular, abans de començar una carrera com a solista. Ferit durant la Primera Guerra Mundial, es va veure obligat a reaprendre la seva tècnica.
Gran intèrpret de Mozart, va ser membre, amb el violoncel·lista Pau Casals i el pianista Alfred Cortot, d'un trio de música de cambra de prestigi internacional. A més de les seves activitats concertístiques, Jacques Thibaud també es dedica a la docència a l'École Normale de Musique de París i a l'Acadèmia Chigiana de Siena. El 1943 va fundar, amb la pianista Marguerite Long, el concurs "Long-Thibaud".
Amic i deixeble d'Eugène Ysaÿe, que va escriure per a ell la seva Segona Sonata, Jacques Thibaud encara avui encarna el violinista francès amb un toc elegant i encantador. L'1 de setembre de 1953, mentre viatjava a Indoxina amb el pianista René Herbin, el seu avió es va estavellar als Alps occidentals. No hi va haver supervivents.
En l'accident va desaparèixer el seu Stradivarius de 1709, el "Baillot” (que abans havia pertangut a Pierre Baillot; altres fonts "indiquen un violí de 1720") També havia tocat en altres dos Stradivarius, el Bérou (1714) i el Colossus (1716), així com en un François Pique i un Bergonzi que tots dos pertanyien a Eugène Ysaÿe.
La seva tomba es pot veure a l'antic cementiri de Saint-Jean-de-Luz. El Conservatori de Bordeus va ser rebatejat en el seu honor, així com un camí per la platja de Saint-Jean-de-Luz.

## Article relacionat
- Concurs internacional Long-Thibaud (des de 1943)-(francès)

## Filmografia
- Edmond A. Lévy, Jacques Thibaud (60 min, France 3, INA, amb la participació de Yehudi Menuhin, 1983)